# Thích Thanh Hải Nương
Thích Thanh Hải Nương, là bộ phim được đạo diễn bởi Lương Hân Toàn, là bộ phim truyền hình Trung Quốc được phát sóng vào lần đầu vào năm 2012 trên đài Hồ Nam, sản xuất bởi Hải Nam Văn Đạo Ảnh Thị. Bộ phim được phát sóng từ 15 tháng 7 năm 2012 tại Trung Quốc và được Đài Truyền hình Vĩnh Long 1 (THVL1) mua bản quyền phát sóng tại Việt Nam. Phim với sự tham gia của các diễn viên Tưởng Mộng Tiệp, Hứa Thiệu Dương, Chu Nghị, Hoàng Minh, Hạ Cương, Vương Tử Văn, Tần Tử Việt, Triệu Đàn, Chu Vệ Đào, Duẫn Kiện, Lưu Tử Thiên, Chúc Diên Bình, Đàm Tiểu Yến, Ôn Hải Ba, Miêu Tiết, Vương Kiến Tân, Vương Cương, Điềm Nữu, Hàn Nguyệt Kiều...

## Nội dung
Thích Thanh Hải Nương xoay quanh cuộc đời của cô gái đáng thương Trầm Hương vốn xuất thân từ một gia đình hoàng tộc thế nhưng cô đã bị một a hoàn tráo đổi thân phận sang giàu, còn Trầm Hương phải chịu cảnh sống cơ cực với những trận đòn và những lần bị hành hạ một cách vô nhân tính. 

## Lịch phát sóng
| Kênh                    | Quốc gia   | Ngày                 | Lịch Phát Sóng |
| ----------------------- | ---------- | -------------------- | -------------- |
| Hồ Nam Điện Thị         | Trung Quốc | 15 tháng 7 năm 2012  |                |
| Phúc Châu V2            | Trung Quốc | 14 tháng 8 năm 2012  |                |
| Giang Tây               | Trung Quốc | 1 tháng 1 năm 2013   |                |
| QTV-1                   | Trung Quốc | 6 tháng 4 năm 2013   | Giờ Vàng       |
| SXTV2                   | Trung Quốc | 23 tháng 5 năm 2016  |                |
| Quảng Đông Vệ Thị       | Trung Quốc | 8 tháng 11 năm 2016  |                |
| Truyền hình Vĩnh Long 1 |            | 14 tháng 11 năm 2016 | 12:00 mỗi ngày |

## Diễn viên
| Tên                                 | Vai              | Miêu tả | Ghi Chú |
| ----------------------------------- | ---------------- | --- | ------- |
| Hứa Thiệu Dương                     | Thái Tri Minh    | Đại thiếu gia Thái phủ, đi du học khi còn trẻ, gặp gia đình Long và Long Vân Đóa, , và sau đó gặp Ninh Trầm Hương, đã yêu cô ấy. Nhưng sau đó, vì bị gia đình Long Vân Đóa "ép hôn" và bí ẩn về cưộc sống của Trầm Hương, họ không thể ở bên nhau. Nhưng cuối cùng họ phải trải qua muôn vàn khó khăn và trở ngại từ quân đội Nhật Bản, cho phép họ vượt qua giới hạn và đoàn tụ.                                                                                                  |         |
| Tưởng Mộng Tiệp Lúc nhỏ: Chu Di Hàm | Ninh Trầm Hương  | Tuổi thơ là những năm khốn khổ, cô được mọi người từ Đền thờ Thần biển xăm mình là "Nữ hoàng Thần Biển", sau đó cô trốn thoát và lớn lên như một đứa con dâu của một đứa trẻ. Sau đó, gặp Thái Tri Minh và yêu anh ấy. Nhưng rồi sự xuất hiện của Long Vân Đóa và sự vướng mắc giữa nhà họ Ninh và nhà họ Thái đã khiến cô "căm thù" anh. Nhưng cuối cùng, với sự giúp đỡ của Vân Đóa, cô đã thoát khỏi sự giết hại của quân đội Nhật Bản và sống hạnh phúc bên Azhen và 5 chị em. |         |
| Vương Tử Văn Lúc nhỏ: Lưu Tinh Linh | Phùng Như Yên    | Một trong những ứng cử viên Hải Nương, với tính cách sôi nổi và táo bạo, trái ngược với tính cách của Ninh Trầm Hương, cả hai đã trở thành chị em rất tốt của nhau. Cô đã nhiều lần giúp Trần Hương thoát ra khỏi bức tranh u tối và bắt tay vào con đường chiến đấu chống lại số phận để phá bỏ rào cản của số phận. |         |
| Hoàng Minh                          | Lê Trí Nghị      | Nhị công tử phú gia, là hào môn địa phương, dựa vào tiền của gia đình để làm điều ác khắp nơi, thường xuyên ức hiếp đàn ông phụ nữ, nghiện cờ bạc, ai cũng sợ, được gọi là Nhị diêm vương, chiến đấu quyết liệt với Phùng Như Yên để hiểu và yêu nhau, và sau đó là sự phản đối của gia đình để chạy trốn vì tình yêu này, và hy sinh vì nó, đã tạo nên một tình yêu chủ tớ đầy bi kịch.                                                                                           |         |
| Tần Tử Việt                         | Long Vân Đóa     | Người hầu của Ninh gia, mạo danh đại tiểu thư Long gia |         |
| Hạ Cương                            | A Tuấn           | Con trai của Phùng Ma, con rể của Thái gia |         |
| Chu Nghị Lúc nhỏ: Giang Tâm Di      | Thái Hữu Quân    | Chị em tốt của Trầm Hương, là một người đặc biệt đàng hoàng và tốt bụng. Sau khi trải qua sự ra đi của người yêu, gia đình tan nát, và thảm cảnh sinh tử, suy nghĩ của cô bắt đầu thay đổi, và dưới sự lãnh đạo của các chị, cô dấn thân vào con đường cách mạng. |         |
| Lưu Tử Thiên                        | Trịnh Hồng       | |         |
| Triệu Đàn Lúc nhỏ: Thường Du Tuyền  | Tạ Quế Bình      | Con gái nuôi của lão Tứ nhà họ Tạ, vợ lẻ của Long gia |         |
| Chu Vệ Đào                          | A Ngưu           | |         |
| Cao Bảo Bảo                         | Nữ Hồng Muội     | Phu nhân Long gia, cô cô của Ninh Trầm Hương |         |
| Chúc Diên Bình                      | Long Thủ Vọng    | Lão gia Long gia |         |
| Hàn Nguyệt Kiều                     | Trần A Bà        | Mẹ kế của Ninh Trầm Hương |         |
| Ôn Hải Ba                           | Thái Thiên Uy    | Lão gia Thái gia |         |
| Đàm Tiểu Yến                        | Nhị nương        | Vơ hai của Thái gia |         |
| Vương Kiến Tân                      | Sasaki           | Quân xâm lược Nhật Bản |         |
| Doãn Kiện                           | A Xương          | Hạ nhân Thái gia, sau thành Quốc dân Cách mệnh Quân |         |
| Miêu Phương                         | Phùng Ma         | Quản gia của Thái gia |         |
| Đàm Kiến Xương                      | Đại Tế Ti        | Thầy tế lễ thượng phẩm |         |
| Hồ Dung Dung                        | Tuệ Khanh        | |         |
| Lưu Tiêu                            | Tiểu Hồng        | |         |
| Vương Sâm                           | Hải Nương        | |         |
| Cổ Minh Hãn                         | A Thủy           | |         |
| Trần Thiên Hoa                      | A Tài            | |         |
| Thích Vân Bằng                      | A Hải            | |         |
|                                     | A Tứ             | Chưởng quỹ hương phố Long gia |         |
| Tiêu Dương                          | A Trân (Lúc nhỏ) | |         |

## Nhạc phim
| Tên                                                  | Trình bày                     | Loại           |
| ---------------------------------------------------- | ----------------------------- | -------------- |
| Thứ Ái (刺爱)                                        | Hứa Thiệu Dương               | Nhạc đầu phim  |
| Vĩnh cửu là tình yêu khôn lường (永恒是不可计算的爱) | Hà Thịnh Minh                 | Nhạc cuối phim |
| Nguyệt quang chi hạ (月光之下)                       | Hứa Thiệu Dương, Lưu Tử Thiên | Sáp khúc       |